# Dziesiąty gabinet Roberta Menziesa
Dziesiąty gabinet Roberta Menziesa – czterdziesty pierwszy gabinet federalny Australii, urzędujący od 18 grudnia 1963 do 21 stycznia 1966. Był siódmym z rzędu gabinetem koalicyjnym Liberalnej Partii Australii (LPA) i Partii Wiejskiej (CP), a także jedynym w historii Australii dziesiątym gabinetem jednego premiera.

## Okoliczności powstania i dymisji
Gabinet powstał w następstwie przedterminowych wyborów parlamentarnych z listopada 1963, w których koalicja LPA-CP po raz kolejny utrzymała władzę sprawowaną nieprzerwanie od 1949 roku. W styczniu 1966 premier Menzies w wieku 71 lat przeszedł na emeryturę, co automatycznie skutkowała dymisją gabinetu. Nowym liderem LPA i zarazem szefem rządu został popierany przez ustępującego premiera Harold Holt, który utworzył swój pierwszy gabinet.

## Skład
| stanowisko                                     | osoba                                                                    | partia | od               | do                |
| ---------------------------------------------- | ------------------------------------------------------------------------ | ------ | ---------------- | ----------------- |
| premier                                        | Robert Menzies                                                           | LPA    | 18 grudnia 1963  | 21 stycznia 1966  |
| minister handlu i przemysłu                    | John McEwen                                                              | CP     | 18 grudnia 1963  | 21 stycznia 1966  |
| minister skarbu                                | Harold Holt                                                              | LPA    | 18 grudnia 1963  | 21 stycznia 1966  |
| minister rozwoju narodowego                    | Bill Spooner                                                             | LPA    | 18 grudnia 1963  | 10 czerwca 1964   |
| minister rozwoju narodowego                    | W dniach 10-13.06 1964 D. Fairbairn pełnił to stanowisko poza gabinetem. |        |                  |                   |
| minister rozwoju narodowego                    | David Fairbairn                                                          | LPA    | 13 czerwca 1964  | 21 stycznia 1966  |
| wiceprzewodniczący Federalnej Rady Wykonawczej | Bill Spooner                                                             | LPA    | 18 grudnia 1963  | 10 czerwca 1964   |
| wiceprzewodniczący Federalnej Rady Wykonawczej | William McMahon                                                          | LPA    | 10 czerwca 1964  | 21 stycznia 1966  |
| minister obrony                                | Paul Hasluck                                                             | LPA    | 18 grudnia 1963  | 24 kwietnia 1964  |
| minister obrony                                | Shane Paltridge                                                          | LPA    | 24 kwietnia 1964 | 19 stycznia 1966  |
| minister pracy i służby zasadniczej            | William McMahon                                                          | LPA    | 18 grudnia 1963  | 21 stycznia 1966  |
| minister spraw zagranicznych                   | Garfield Barwick                                                         | LPA    | 18 grudnia 1963  | 24 kwietnia 1964  |
| minister spraw zagranicznych                   | Paul Hasluck                                                             | LPA    | 24 kwietnia 1964 | 21 stycznia 1966  |
| prokurator generalny                           | Garfield Barwick                                                         | LPA    | 18 grudnia 1963  | 4 marca 1964      |
| prokurator generalny                           | Od 4.03.1964 stanowisko przeniesione poza gabinet.                       |        |                  |                   |
| minister przemysłu podstawowego                | Charles Adermann                                                         | CP     | 18 grudnia 1963  | 21 stycznia 1966  |
| minister lotnictwa cywilnego                   | Shane Paltridge                                                          | LPA    | 18 grudnia 1963  | 10 czerwca 1964   |
| minister lotnictwa cywilnego                   | Denham Henty                                                             | LPA    | 10 czerwca 1964  | 21 stycznia 1966  |
| minister zdrowia                               | Harrie Wade                                                              | CP     | 18 grudnia 1963  | 18 listopada 1964 |
| minister zdrowia                               | Od 18.11.1964 stanowisko przeniesione poza gabinet.                      |        |                  |                   |
| minister zaopatrzenia                          | Allen Fairhall                                                           | LPA    | 18 grudnia 1963  | 21 stycznia 1966  |
| minister cła i akcyzy                          | Denham Henty                                                             | LPA    | 18 grudnia 1963  | 10 czerwca 1964   |
| minister cła i akcyzy                          | Od 10.06.1964 stanowisko przeniesione poza gabinet.                      |        |                  |                   |
| minister poczty                                | Alan Hulme                                                               | LPA    | 13 czerwca 1964  | 21 stycznia 1966  |
| minister ds. terytoriów                        | Charles Barnes                                                           | CP     | 13 sierpnia 1965 | 21 stycznia 1966  |